# Lecontite
La lecontite è un minerale.